# Schloss Himmighausen

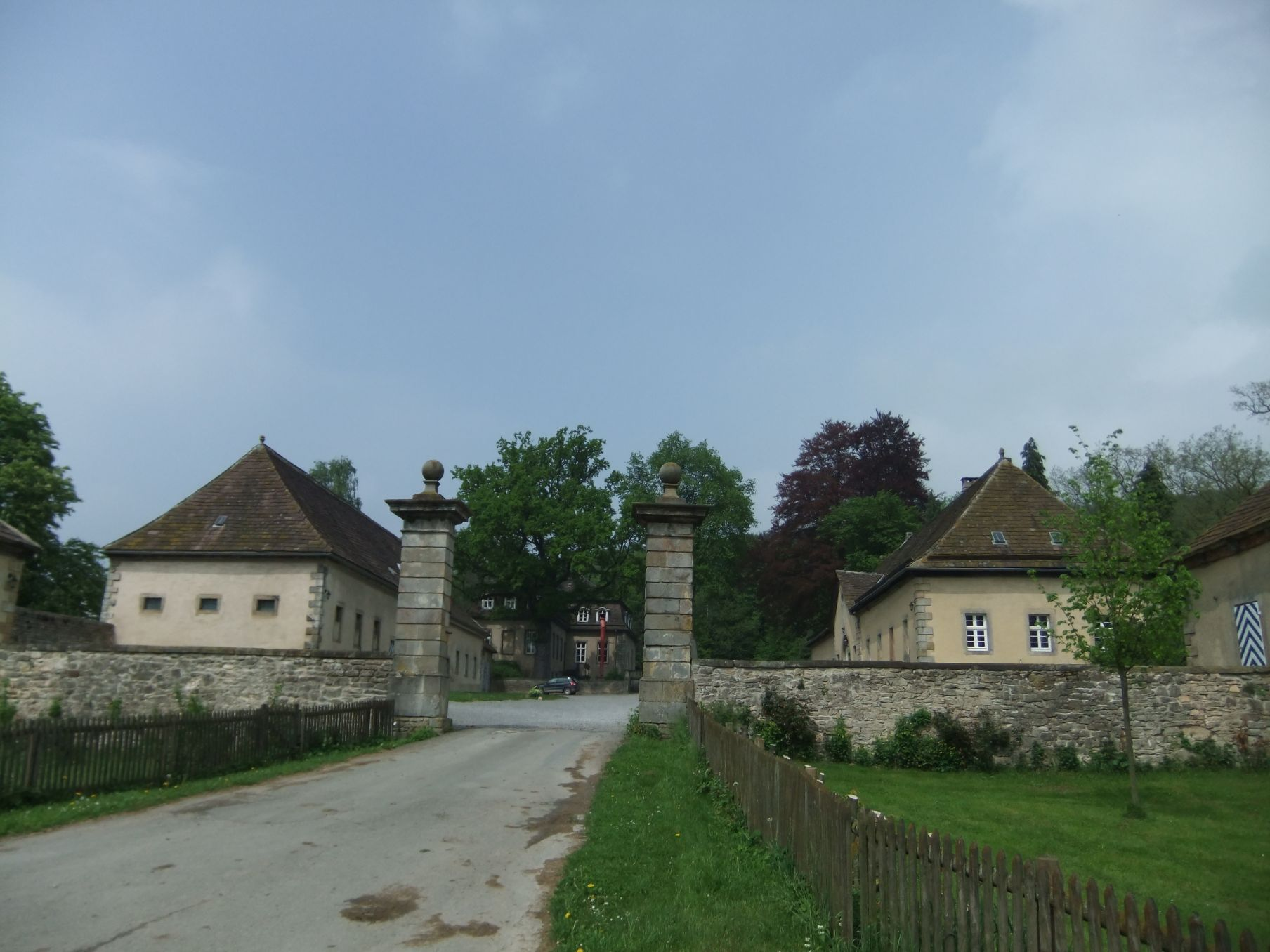
Einfahrt zu Schloss Himmighausen

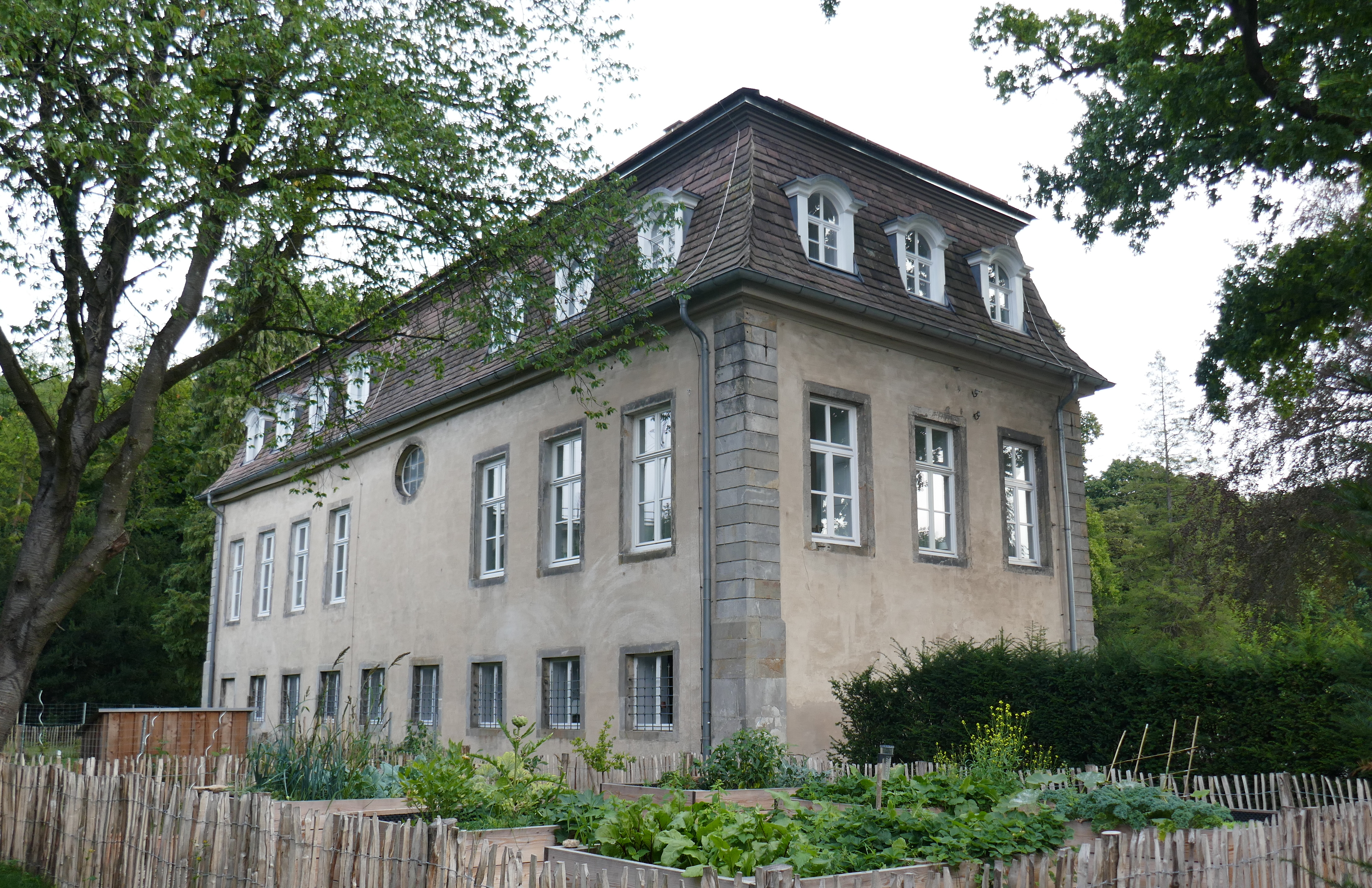
Das Schloss

Das Schloss Himmighausen ist ein denkmalgeschütztes Profangebäude in der Antoniusstraße 4 in Himmighausen, einem Stadtteil von Nieheim im Kreis Höxter (Nordrhein-Westfalen).

## Geschichte und Architektur
Die ehemals umgräftete Anlage besteht aus dem Herrenhaus und einem vorgelagerten Wirtschaftshof. Die Anlage wurde auf älteren Grundmauern ab 1714 für Karl Heinrich von Donop als Dreiflügelanlage begonnen, aber nicht vollendet. Es wurde nur der linke Seitenflügel mit neun rückwärtigen und drei hofseitigen Fensterachsen errichtet, an den L-förmig ein nur zweiachsiger Stumpf des Corps de Logis anschließt. Die Bauarbeiten wurden eingestellt, da die Mittel zur Finanzierung ausgingen.
Durch Schenkungen, Erbschaften und Veräußerungen wechselte Gut Himmighausen häufig den Besitzer. Um 1890 wurde die Anlage durchgreifend umgebaut. Dem eingeschossigen Haus auf einem hohen Sockel wurde ein voluminöses Mansardwalmdach aufgesetzt. Das Gebäude ist verputzt und durch genutete Ecklisenen gegliedert. Zum landschaftlich gestalteten Garten führt eine breite Terrasse mit Treppe. Auf dem symmetrischen Wirtschaftshof stehen zwei Torpavillons mit Zeltdach vom Ende des 17. Jahrhunderts und zwei ehemalige Stallgebäude mit übergiebeltem Mittelrisalit und einer Durchfahrt. Das linke ist mit 1720 bezeichnet, das rechte mit Donop und Schilder. Die Dreibogige Remise mit fasziertem Torrahmen und figürlichen Schlusssteinen wurde zum Ende des 17. Jahrhunderts gebaut.
1894 erwarb Cuno Graf von Oeynhausen auf Reelsen gemeinsam mit seiner vermögenden Frau Antonie (geb. Kayser) das Gut Himmighausen. Gutshaus und Park wurden im Stil der Zeit saniert. 1896 wurde Himmighausen an die Driburger Linie (Grafen von Oeyhausen-Sierstorff) verschenkt und 1926 durch Falk-Arnd Graf von Oeynhausen-Reelsen zurückgekauft. Mit seinem Tod im Jahre 1954 vererbte er das Gut an seine Tochter Regelind, Witwe des 1945 gefallenen Oberstleutnants Karl-Richard von Puttkamer, der aus Pommern stammte. 1965 erbte Jesko von Puttkamer von seiner Mutter den land- und forstwirtschaftlichen Betrieb. Die Landwirtschaft wurde verpachtet, der Wirtschaftshof verkauft. In den 1990er Jahren wurde der weitergeführte Forstbetrieb durch Wälder in Thüringen und Sachsen-Anhalt erweitert. Seit 2008 führt Johann Georg von Puttkamer den Betrieb. Hofgebäude und Herrenhaus wurden saniert, der als Landschaftspark konzipierte Garten wiederhergestellt.